# Большой Мартын (река)
Большой Мартын — река в России, протекает по Звениговскому району Республики Марий Эл.

## География
Исток реки в болотах в 28 км к юго-западу от Йошкар-Олы. Река течёт на юго-запад по ненаселённому лесному массиву.
Устье реки находится в 45 км от устья Большой Кокшаги по левому берегу. Длина реки составляет 18 км, площадь водосборного бассейна — 85,8 км².

## Данные водного реестра
По данным государственного водного реестра России относится к Верхневолжскому бассейновому округу, водохозяйственный участок реки — Волга от Чебоксарского гидроузла до города Казань, без рек Свияга и Цивиль, речной подбассейн реки — Волга от впадения Оки до Куйбышевского водохранилища (без бассейна Суры). Речной бассейн реки — (Верхняя) Волга до Куйбышевского водохранилища (без бассейна Оки).
Код объекта в государственном водном реестре — 08010400712112100000978.